# Samuel Ampzing

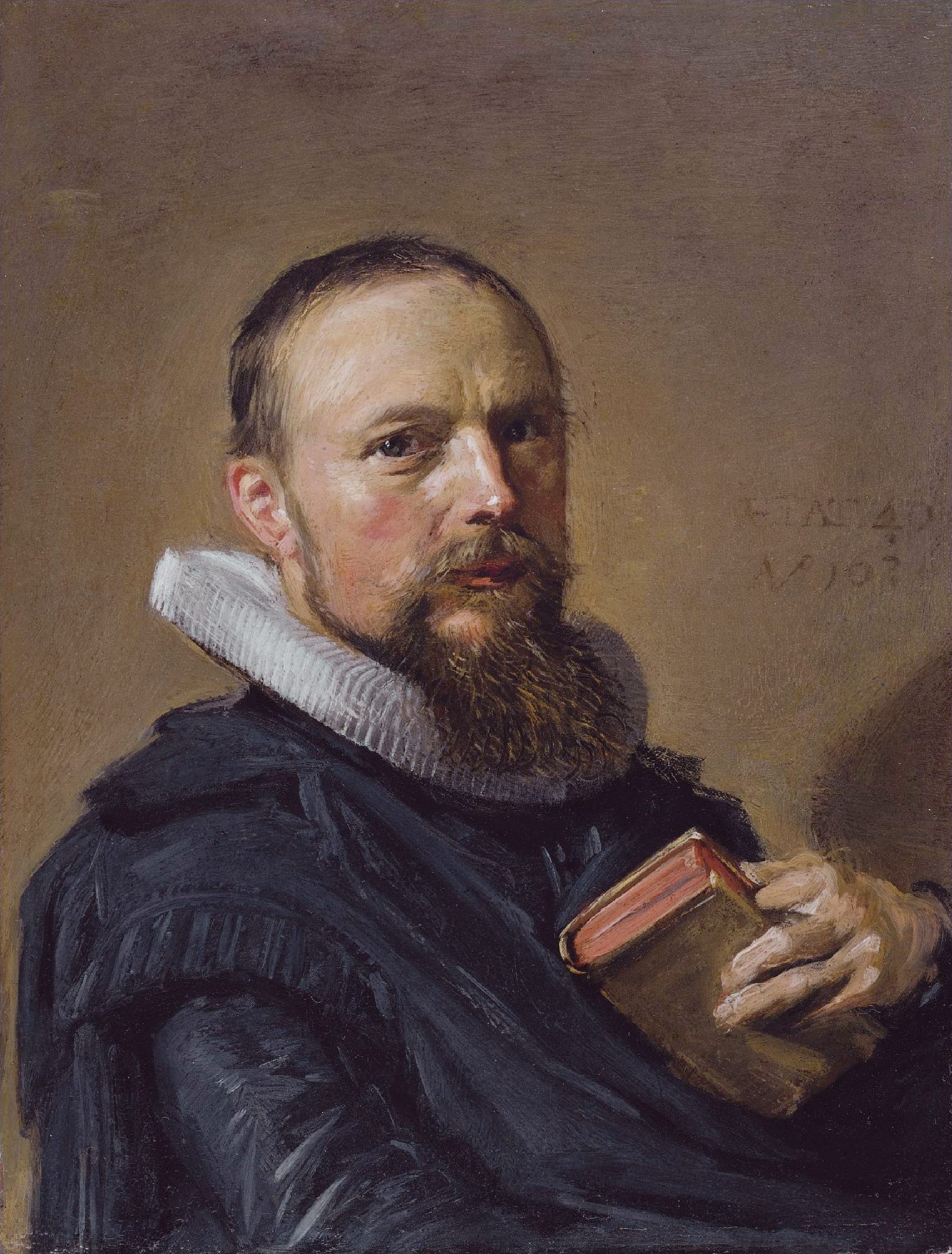
Frans Hals. Portret van Samuel Ampzing. 1630 (?). Privéverzameling.

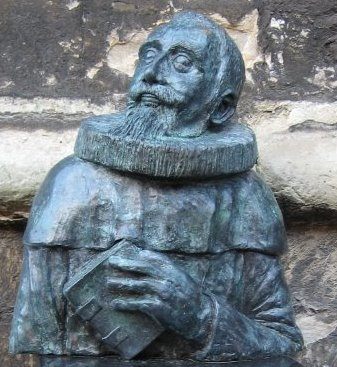
Borstbeeld van Samuel Ampzing.

Samuel Ampzing (Haarlem, 24 juni 1590 – Haarlem, 29 juli 1632) was een Nederlandse dominee, dichter en taalzuiveraar.

## Levensloop
Ampzing werd geboren als zoon van de dominee Johannes Ampzing. In 1616 werd hij zelf dominee te Rijsoord en Strevelshoek, en in 1619 in de Grote Kerk in Haarlem.
In 1617 begon hij met een beschrijving van Haarlem in dichtvorm. Hij werd daarbij terzijde gestaan door Petrus Scriverius. Zijn dichtwerk werd - voorzien van tekeningen van de stad - in 1628 gedrukt en uitgegeven. Als voorwoord bij dit boek schreef Ampzing een verhandeling over de Nederlandse taal, waarin hij onder andere aandacht besteedt aan de regels van de retorica; dit voorwoord is in 1628 ook afzonderlijk uitgegeven onder de titel "Taelbericht der Nederlandsche spellinge".
Zijn dichtwerk wordt niet als heel bijzonder beschouwd, maar zijn verzorgde taalgebruik was opvallend. Anders dan zijn tijdgenoten was Ampzing opmerkelijk zorgvuldig in zijn woordkeuze. Hij was een fervent tegenstander van het gebruik van woorden uit vreemde talen, zoals Latijn en Frans, in Nederlandse teksten. Hij beschouwde de invloed van deze talen als verderfelijk, omdat zij de schone Nederlandse taal vervuilden. Men vermoedt dat hij daarbij mede gedreven werd door het feit dat deze talen door zijn 'religieuze concurrenten' gebruikt werden.
De taalstrijd van Ampzing werd in 1998 nieuw leven ingeblazen bij de oprichting van het Ampzing Genootschap. De leden van dit genootschap strijden - in de geest van Ampzing - tegen het gebruik van overbodige Engelse leenwoorden in de hedendaagse taal. Op initiatief van het Ampzing Genootschap vond op zondag 26 november 2006 op de Oude Groenmarkt te Haarlem de onthulling plaats van het borstbeeld van Ampzing.